# Mauricio Rivas
Mauricio Rivas Nieto (1º giugno 1964) è un ex schermidore colombiano.

## Palmarès
In carriera ha conseguito i seguenti risultati:
- Mondiali di scherma

L'Aia 1995: bronzo nella spada individuale.
- Giochi Panamericani:

Indianapolis 1987: bronzo nella spada a squadre.
L'Avana 1991: argento nella spada a squadre.
Mar del Plata 1995: bronzo nella spada a squadre.
Winnipeg 1999: bronzo nella spada a squadre.